# Euonymus centidens
Euonymus centidens är en benvedsväxtart som beskrevs av Leveille. Euonymus centidens ingår i släktet Euonymus och familjen Celastraceae. Inga underarter finns listade.